# Kanton Conches-en-Ouche
Kanton Conches-en-Ouche (fr. Canton de Conches-en-Ouche) je francouzský kanton v departementu Eure v regionu Horní Normandie. Skládá se z 25 obcí.

## Obce kantonu
- Beaubray
- La Bonneville-sur-Iton
- Burey
- Champ-Dolent
- Collandres-Quincarnon
- Conches-en-Ouche
- La Croisille
- Émanville
- Faverolles-la-Campagne
- Ferrières-Haut-Clocher
- La Ferrière-sur-Risle
- Le Fidelaire
- Le Fresne
- Gaudreville-la-Rivière
- Glisolles
- Louversey
- Le Mesnil-Hardray
- Nagel-Séez-Mesnil
- Nogent-le-Sec
- Ormes
- Orvaux
- Portes
- Saint-Élier
- Sainte-Marthe
- Sébécourt